# Ekologia behawioralna
Ekologia behawioralna jest to nauka powstała w drugiej połowie lat siedemdziesiątych XX wieku. Obejmuje zagadnienia będące na pograniczu ekologii oraz etologii. Ekologia behawioralna zajmuje się badaniem zachowań zwierząt w warunkach zmieniającego się środowiska oraz bada ich zdolności przystosowawcze, które umożliwiają im przetrwanie oraz rozród. Zajmuje się również poznawaniem relacji zwierząt i ich fizjologicznymi możliwościami, które wykształciły się na drodze ewolucji. Jedną z gałęzi ekologii behawioralnej jest ekologia behawioralna człowieka, będąca swoistym pograniczem nauk biologicznych i społecznych.

## Wkład Krebsa i Daviesa
Znany zoolog John Krebs we współpracy z Nicolasem Daviesem w roku 1981 opracowali Wprowadzenie do ekologii behawioralnej, najważniejszą pozycję z zakresu ekologii behawioralnej, która stanowi bazę tej dziedziny i źródło odwołań dla nauk pokrewnych.
Krebs i Davies skupili się na dokładnym opisie zachowań zwierząt w konkretnych warunkach ekologicznych, odpowiadając na pytanie dlaczego dane zachowanie wyewoluowało. W książce odwołują się do czterech pytań Tinbergena, które umożliwiają rozpatrzenie jednego przykładu w czterech różnych kategoriach: wartości lub funkcji dla przeżycia, przyczynowości lub mechanizmu, rozwoju, historii ewolucyjnej.

## Ekologia behawioralna człowieka
Obecny w latach 60. i 70. neoewolucjonistyczny i ekologiczny trend w naukach społecznych zaowocował powstaniem ekologii behawioralnej człowieka (human behavioral ecology, HBE). Ekologowie behawioralni zajmujący się ludźmi czerpią z szeroko pojętego ewolucjonizmu, kognitywistyki, paleontologii, archeologii, psychologii oraz antropologii kognitywnej i ekologicznej. Ekologia behawioralna człowieka jest pokrewna socjobiologii, ale nie tożsama z nią. Główną cechą odróżniającą ją jest skupienie się na konflikcie interesu jednostki i interesu grupy.
Podobnie jak antropologia kulturowa, ekologia behawioralna człowieka opiera się głównie na intensywnych badaniach etnograficznych. Jednak w przeciwieństwie do antropologów, ekologowie behawioralni stosują metody ilościowe, oparte na metodologii używanej w naukach biologicznych i matematycznych. Przedmiotem badań są współczesne społeczności pozaeuropejskie społeczeństwa nieindustrialne oraz przedprzemysłowe społeczności europejskie, a dokładniej – wynikające z tradycji działania gospodarcze, rodzinne, struktura rodowa, małżeństwo, rozród i zachowania seksualne. Ekologowie behawioralni uważają, że na ich podstawie są w stanie wyodrębnić mechanizmy, dzięki którym możliwe jest badanie współczesnych zachowań społecznych i zaproponowanie rozwiązań wynikłych z nich problemów.
Ekologię behawioralną człowieka można podzielić na dwa podstawowe nurty:
1. silna socjobiologiczna teza, gdzie zachowania kulturowe interpretowane są jako efekt różnic w genotypie osobników wchodzących w skład poszczególnych społeczności,
2. słaba socjobiologiczna teza, gdzie zachowania kulturowe interpretowane są jako efekt przystosowania do odmiennych środowisk naturalnych, jakie zamieszkują społeczności[5].

Oba nurty, ze względu na silne konotacje z genetyką, materializm kulturowy i stosowanie ścisłej metodologii w badaniach etnograficznych, spotkały się z ostrą krytyką ze strony przedstawicieli nauk społecznych, zwłaszcza antropologów kulturowych (mimo że część z nich, zwłaszcza neoewolucjoniści i materialiści jak Marvin Harris czy Roy Rappaport czerpali z podobnych źródeł i samej ekologii behawioralnej). Sami ekologowie z kolei zdecydowanie postawili granicę między sobą a socjobiologią, głównie ze względu na negatywne postrzeganie tej drugiej dyscypliny i kojarzenie jej z ideologiami rasistowskimi.

### Mechanizmy behawioralne
W oparciu o analogiczne zachowania obserwowane wśród zwierząt, ekologowie behawioralni wyodrębnili dla zachowań ludzkich poszczególne mechanizmy:
- Teoria żeru (prey theory),
- Teoria gier (game theory),
- Gromadzenie się (flocking),
- Terytorializm (territoriality),
- Hierarchiczna dominacja (dominance hierarchies),
- Altruizm (altruism),
- Powściągliwość seksualna (sexual resraint),
- Strategia „popisu”  ("show-off" strategy),
- Strategia „zaopatrzenia” ("provisioner" strategy)[7].

### Mechanizmy behawioralne w praktyce
Dzięki intensywnym badaniom etnograficznym, ekologowie behawioralni wyodrębnili szereg argumentów popierających ich teorie. Do najbardziej rozpowszechnionych i obecnych w społecznej świadomości należą badania prowadzone nad poligamią i zachowaniami rozrodczymi w społecznościach nieindustrialnych.
- Poliandria w Tybecie – wobec niedoboru ziemi, bracia biorą sobie jedną żonę i – wobec niepewności ojcostwa – traktują wszystkie jej dzieci jako swoje własne. W ten sposób ziemia pozostaje w obszarze jednego gospodarstwa domowego i nie jest dzielona, co zapewnia wyżywienie całej rodzinie. Młodsi bracia są mniej konserwatywni i chętniej łamią zasadę jednej żony, biorąc sobie własną. Powodem jest różnica wieku między nimi a żoną – młodsi bracia wchodzą w okres aktywności seksualnej, gdy żona dobiega kresu okresu rozrodczego[8].
- Zachowania rozrodcze ludu !Kung z Kalahari – popularna wśród antropologów teoria zakładała, że kobiety !Kung wstrzymywały się od kontaktów seksualnych, by nie rodzić kolejnych dzieci w czasie karmienia starszych, co miało być świadomą kontrolą populacji w obliczu niesprzyjających warunków. Badania Lacka wykazały, że decyzja ta nie jest świadoma, a podyktowana rytmem narzuconym przez środowisko naturalne. Wobec niewystarczającej ilości pokarmów, ilości drapieżników i niesprzyjającego klimatu, tylko mleko matki i poświęcenie całej jej uwagi gwarantuje przeżycie dziecka. Ciąże częstsze niż 3-4 lata skutkowałyby znacznie większą umieralnością urodzonych już dzieci[9].
- Zmiana zachowań rozrodczych wśród Indian Shipibo – tradycyjnie poligamiczni Shipibo wraz z przejściem na monogamię całkowicie zmienili swoją strategię rozrodczą. W systemie, gdy jeden mężczyzna posiadał kilka żon, kobiety mogły rodzić na zmianę, co dawało im większy odstęp czasu między ciążami. Miały też mniej dzieci, a przez to mniej obciążony organizm. W systemie, gdy na jednego mężczyznę przypadała jedna żona, kobiety rodziły częściej, przez co  wczesna umieralność dzieci stała się większa. By populacja nie zmniejszyła się, kobiety musiały częściej zachodzić w ciąże, co znacznie bardziej eksploatowało ich organizmy[10].